# Dzielnica II Krzanowice, Wróblin, Zakrzów
Dzielnica II Krzanowice, Wróblin, Zakrzów – jedna z 13 dzielnic, na które podzielone jest Opole. Powstała w rezultacie reformy administracyjnej z 2019 roku.
Dzielnica II zajmuje 10,9 km² i zamieszkana jest przez 2 777 osób. Od północy graniczy z Dzielnicą I, od wschodu w Dzielnicą III oraz Dzielnicą V, od południa z Dzielnicą IX, od zachodu z Dzielnicą XII i od południowego zachodu z Dzielnicą X.

## Podział administracyjny
Dzielnica II składa się z 3 jednostek urbanistycznych:
- Krzanowice – w granicach Opola od 2017 roku, zamieszkane przez 471 osób[3] i posiadające 5 mandatów w Radzie Dzielnicy[4]
- Wróblin – w granicach Opola od 1975 roku, zamieszkany przez 889 osób[3] i posiadający 5 mandatów w Radzie Dzielnicy[4]
- Zakrzów – w granicach Opola od 1899 roku, zamieszkany przez 1417[3] osób i posiadający 5 mandatów w Radzie Dzielnicy[4]